# Smilisca sordida
Smilisca sordida là một loài ếch thuộc họ Nhái bén.
Loài này có ở Colombia, Costa Rica, Honduras, Nicaragua, và Panama.
Môi trường sống tự nhiên của chúng là rừng ẩm vùng đất thấp nhiệt đới hoặc cận nhiệt đới, vùng núi ẩm nhiệt đới hoặc cận nhiệt đới, sông ngòi, các đồn điền, vườn nông thôn, các vùng đô thị, rừng trước đây suy thoái nghiêm trọng, và kênh đào và mương rãnh.